# Parafia Wniebowstąpienia Pańskiego w Lubartowie
Parafia Wniebowstąpienia Pańskiego w Lubartowie – parafia rzymskokatolicka należąca do dekanatu lubartowskiego.
Parafia została erygowana przez abpa Józefa Życińskiego 21 maja 1998 r. na terytorium wyłączonym z parafii św. Anny w Lubartowie. Kościół parafialny zbudowany w latach 90. XX w. jest położony we wsi  Lisów przylegającej do Lubartowa. 
Teren parafii obejmuje część Lubartowa, Lisów, Brzeziny, Wolę Lisowską i Wincentów.
Parafia ma kaplicę dojazdową pod wezwaniem św. Franciszka w Brzezinach zbudowaną w latach osiemdziesiątych XX w.